# 雁金準一
雁金 準一（かりがね じゅんいち、1879年（明治12年）7月30日 - 1959年（昭和34年）2月21日）は、明治から昭和にかけての囲碁棋士。元の姓は岩瀬。東京都出身、初代中川亀三郎門下、九段。方円社、本因坊秀栄門下、日本棋院を経て、棋正社の総帥としての日本棋院との院社対抗戦などで、本因坊秀哉とライバル関係にあった。後に瓊韻社を創設。

## 経歴

### 生い立ち
東京都本郷森川町に、元は三河国豊橋藩の藩邸に仕える武家であった家に生まれる。4歳頃に碁好きの父より碁を学び、来客との対局などで大いに腕を上げ、学業のために父からは碁を禁じられるが秘かに「国技観光」などで研鑽して遂に父から許しを得、12、3歳頃には近隣では敵無しとなる。父の喘息のために困窮していたが、河北耕之助の知人の小野述信の援助を受け、箱根の旅館で湯治客の碁の相手をしていたところ、小田原の別荘に滞在していた伊藤博文の知遇を得て書生となる。伊藤や来客の相手をしていたが、1893年（明治26年）から方円社に通い始めるようになり、翌年入段する。日清戦争に際しては伊藤により広島大本営、下関と随伴し、「碁打小僧」として知られるようになる。3年後、自ら生計を立てるべく本郷に稽古場を開く。1896年に伊藤家を辞して方円社に入塾、中川亀三郎退隠とともにその内弟子となり、各地遊歴にも随行する。
1898年（明治31年）二段。同年から19世本因坊秀栄の研究会「四象会」に、三段以上を参加資格とするところを特に認められて参加。1899年（明治32年）、日下義雄に従い1ヶ月渡韓。京城の高手で中枢員議官の白南奎という者と対戦、四子（朝鮮ルールの二子）にまで打ち込んで「神童来」と言われる。1900年には秀栄との十番碁を開始（二子）。時事新報の敗退五人抜戦で、1901、02年に2回4人抜きし、1904年に岩佐銈、伊藤小太郎、大沢銀次郎、中川千治、広瀬平治郎に勝って時事新報初の5人抜きを達成する。
1905年に方円社社長巌埼と広瀬、石井が対立したが、雁金が責任を取る形となって退社し、この年に秀栄の組織した「日本囲棋会」に入り、秀栄門下となるとともに五段に昇段。1907年（明治40年）1月六段。この披露会にて伊藤公より、
「東西分局勢　黒白闘雌雄　坐看輸贏迹　賢愚老此中」
の詩章を贈られた。

### 本因坊継承争い
この頃、秀栄の後継候補は雁金と5歳年長の田村保寿で、実力は田村が上であったが、秀栄は田村の性格を嫌っており、跡目を決めることはなかった。また田村が七段昇段記念の碁(1905年)で、相手の雁金五段に持碁にするように申し入れた件を棋譜から見破られたことも、田村が信用を失う一因とされる。
1907年2月に秀栄が、雁金を本因坊にと遺言を残して没すると、本因坊の名跡を巡り六段雁金と七段田村をそれぞれ推す派が対立し、暫定で秀栄の弟で秀和の三男である秀元が20世本因坊となる。雁金は秀栄未亡人派による敲玉会の首班となる（会員に伊藤小太郎、関源吉、伊沢巌吉、都谷森逸郎、会友として内垣末吉、中根鳳次郎）が、翌年に秀元から田村に本因坊位が譲られ、田村は21世本因坊秀哉となり、敲玉会は雁金の脱退により解散する。この年に八段昇段もした秀哉の襲名披露会には雁金も出席し、広瀬平治郎五段との席上碁を務めるが、その後は対局から遠ざかり、アマチュア指導に専念した。

### 棋正社時代まで
1915年に、1907年に発足した関西囲碁研究会（関西囲棋会）会員になる。1917年には、雁金を井上家跡目とすることが一門で決議されるが、1920年に恵下田栄芳が正式に16世井上因碩を襲名する。
1919年に時事新報主催の林徳蔵三段戦を行い(先二、二子番、雁金中押勝)、13年振りの対局となる。また方円社に再入社し、小林健太郎と向二子で十番碁。同年、関源吉、吉沢道三、小林鍵太郎らと、大正囲棋会を設立。喜多文子と十番碁（向先-向先二）。その後政財界有力者の間で雁金に打たせようという相談がまとまり、1920年3月、細川護立の催しで、1914年に名人就位していた秀哉と対戦、13回打掛けで翌年1月30日終局、雁金(先)6目勝。同年4月にも久保松勝喜代五段昇段披露会席上で秀哉と対戦し、33手で打掛け。同年5月時事新報主催で秀哉戦、打掛け19回で12月28日終局、秀哉(白)中押勝。
方円社理事となるが1922年に脱退し、高部道平、鈴木為次郎、瀬越憲作の4棋士で裨聖会設立。裨聖会は、総互先コミ出し、持ち時間制などを初めて導入した。この中では雁金が8勝3敗1ジゴで最も成績優秀、次いで瀬越であった。
高部道平らの活動による1924年の碁界大合同で日本棋院に創立委員として参加するが、同年、雁金、鈴木為次郎、高部道平、加藤信、小野田千代太郎が、日本棋院規約に反して報知新聞と個人契約して除名。この5棋士にて棋正社を設立。翌年七段に昇段。鈴木、加藤は1926年に棋正社を離脱。
1926年に読売新聞を通じ、棋正社と日本棋院の間で院社対抗戦（正式名称は日本棋院対棋正社敗退手合）を開始、大正大争碁とも呼ばれる。初戦に秀哉ー雁金(先)戦が行われ、254手までで雁金の時間切れ負けとなる。以後の勝ち抜き戦で、棋正社は常勝将軍と呼ばれた野沢竹朝も加えるが、1929年終了時には棋正社の14勝26敗2持碁となった（雁金は4勝9敗）。この院社対抗戦を掲載した読売新聞は社を挙げて宣伝し、観戦記には村松梢風ら文士を配し、また秀哉ー雁金戦が序盤から大乱戦となったことも手伝い、発行部数を3倍に伸ばした。

### 瓊韻社以後
1933年、八段。
1941年、高部との対立により、一門を率いて棋正社を離脱して瓊韻社を設立。同年、62歳で、日本棋院の呉清源七段と打込み十番碁を開始。この時の手合割について、日本棋院では雁金の段位を認めるかが問題となったが、雁金の意向で互先となる。戦績は翌年第5局まで雁金の1勝4敗となり、打ち切りとなった。また、続いて瓊韻社の渡辺昇吉六段の藤沢庫之助六段との十番碁も行われるが、藤沢3連勝で打ち切りとなる。
その後、日本棋院棋士との交流手合もあり、また棋院への復帰運動もあったが、瓊韻社にとどまり続けた。1944年、準名人戦（読売新聞主催）に出場、呉清源に白番ジゴとする。1952年、全本因坊全八段戦に出場、橋本昭宇に白番半目負け。1953年、瀬越憲作、鈴木為次郎とによる三長老戦で3勝1敗で優勝。
1959年1月、九段に推挙。同年2月東京都板橋区の自宅で没。日本棋院より名誉九段を追贈される。墓所は顕本寺。秀栄は、手の見える碁と評していた。また性格温厚、人格高潔であったと世に言われている。
門下に、渡辺昇吉九段、富田忠夫八段ら。鄒海石、笠井浩二も少年時代に指導を受けた。富田門下には王銘琬九段、鄭銘瑝九段らがおり、王の本因坊位獲得により、孫弟子の代で本因坊位に就いたとも言える。またかつて伊藤家に出入りしていた飯野吉三郎は、晩年に囲碁を学ぶために雁金に教授を申し込み、棋正社初段を受けた。

## 代表譜
本因坊秀哉-雁金準一(先番)

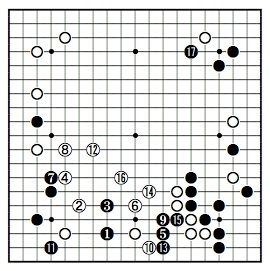

大正9年（1920年）に徳川慶久、頭山満、犬養毅、細川護立などが、雁金に打たせようと相談し、細川邸で秀哉戦を行うこととなった。雁金先番で3月12日に打ち始め、13回の打掛けを経て、翌年1月30日に終局となった。
布石では白が働いたが、黒1（29手目）の打ち込みから5の打ち込み、続いて9の強手などから15までの実利を稼いだ。続いて微差ながらも白は中央を大きく囲い、下辺、左辺でコウ争いとなったが、左上隅で黒から絶妙のコウ立てがあり、黒6目勝に終わった。この碁は当時公開されず、これと同じ1920年に秀哉中押勝した碁の棋譜が時事新報に掲載された。後の坂田栄男評に「始めから終わりまで徹底的に戦い、いたる所で血の吹き出るような一局だった」「（われわれは）これほどまでに読み切っていない」とある。

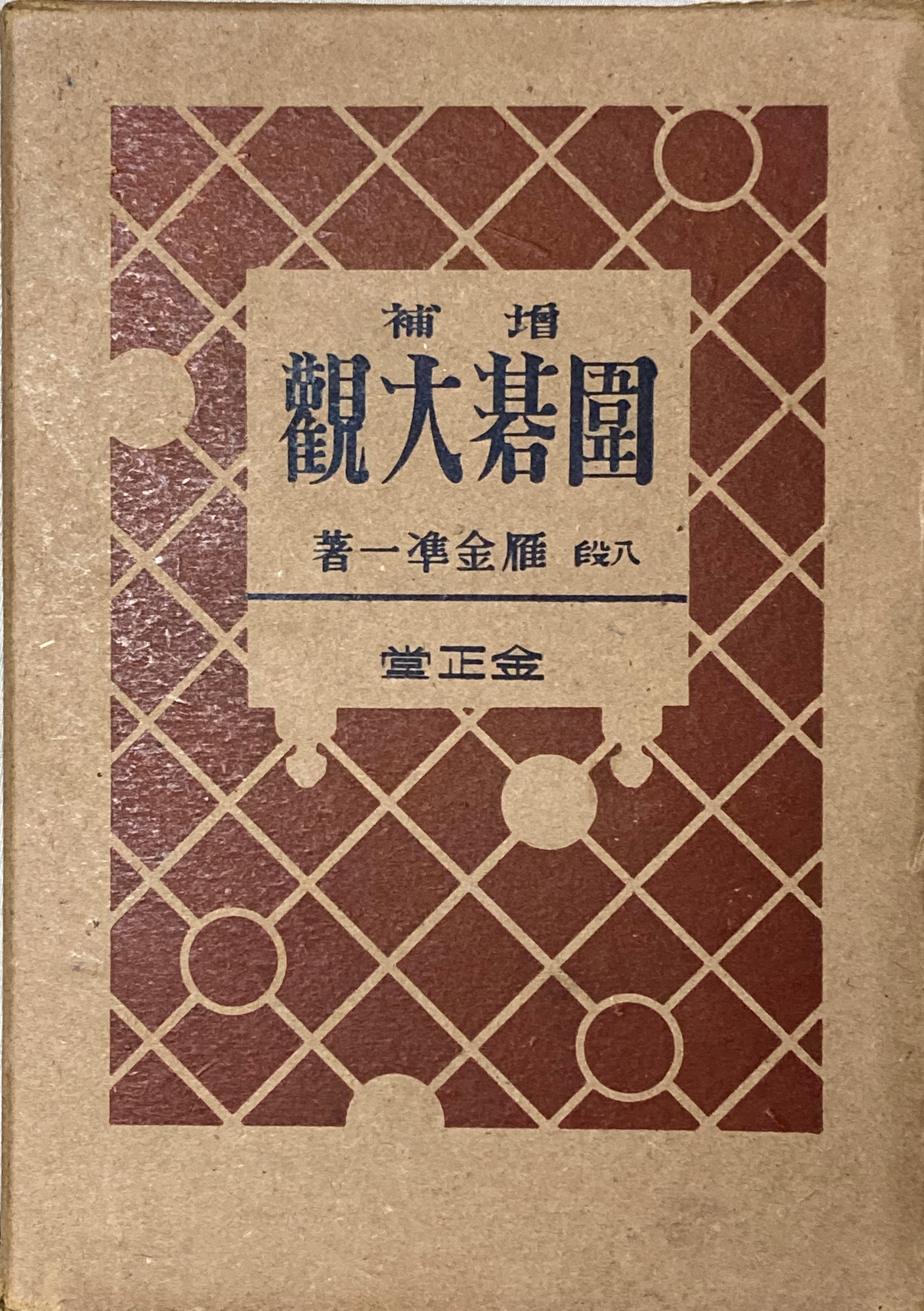
『囲碁大観』表紙

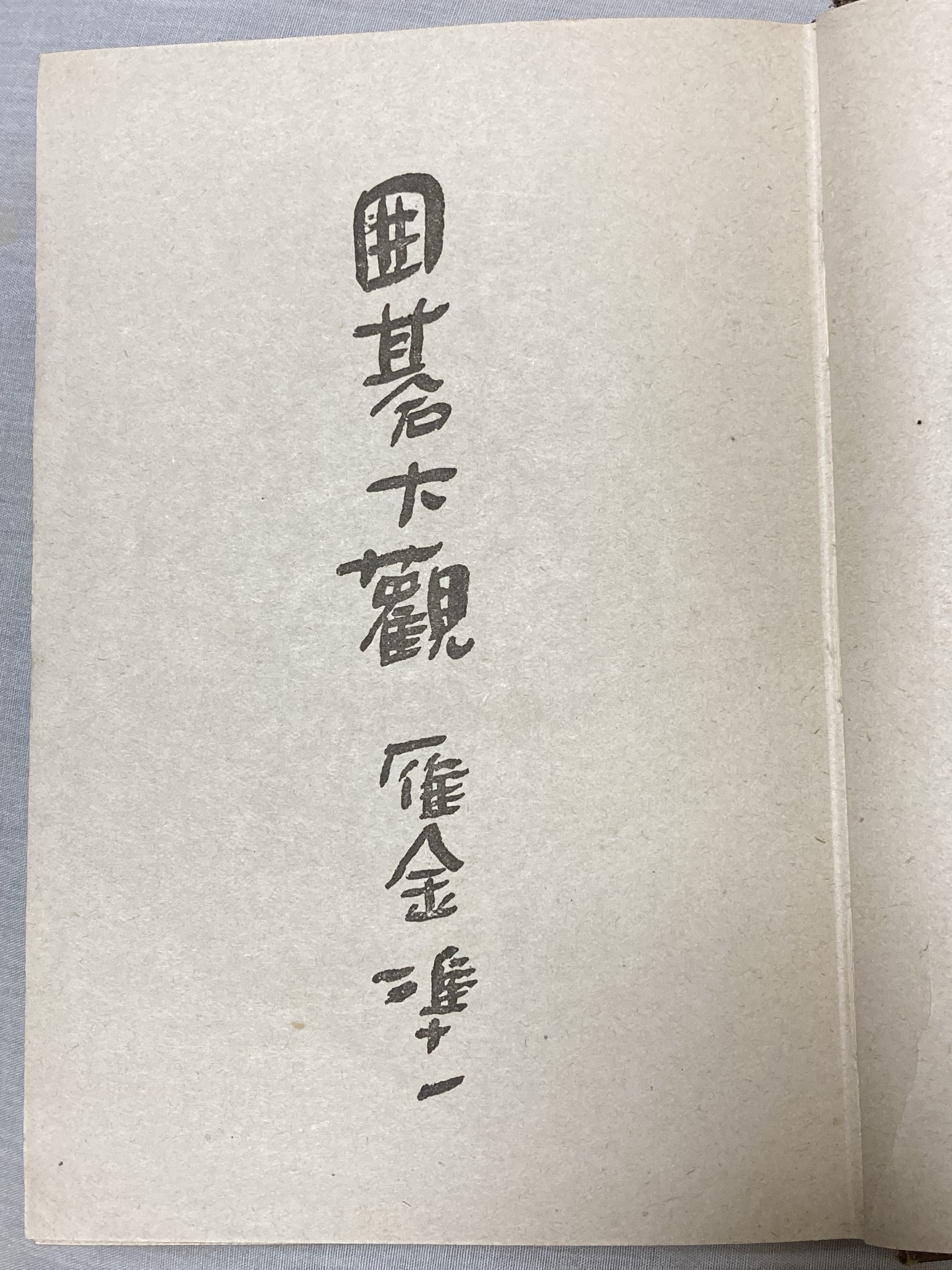
『囲碁大観』中表紙

## 著書
- 『実戦虎ノ巻 新式囲碁秘伝』囲碁秘伝発行所 1908年（矢野由次郎編）
- 『置碁秘伝 草薙之巻（全2巻）』大野万歳館 1911年
- 『布石攻合 置碁必勝法』斯文館 1916年
- 『置碁互先 手段之秘訣』囲碁雑誌社 1917年
- 『置碁必勝 布石要訣』1920年（関源吉と共著）
- 『囲碁大観』金正堂 1928年（高部道平共著）
- 『方円新法 新註』1948年
- 『方外棋話』1952年（月刊『囲碁』）

## 注
1. ↑  高橋桂二『囲碁三昧』厚生閣 1938年